# Олеат олова(II)
Олеат олова(II) — химическое соединение,
соль олова и олеиновой кислоты
с формулой Sn(C17H33СOO)2,
жидкость,
не растворяется в воде.

## Получение
- Реакция олеиновой кислоты и оксида олова(II):

{\displaystyle {\mathsf {SnO+C_{17}H_{33}COOH\ {\xrightarrow {}}\ Sn(C_{17}H_{33}COO)_{2}\downarrow +H_{2}O}}}

## Физические свойства
Олеат олова(II) образует жидкость,
не растворяется в воде и метаноле,
растворяется в бензоле, толуоле, петролейном эфире.

## Применение
- Катализатор полимеризации.
- Антиоксидант.